# Аргириос Пападискос
Аргириос Пападискос (на гръцки: Αργύριος Παπαδίσκος) е гръцки писател и поет от първата половина на XX век.

## Биография
Цамисис е роден в 1882 година в западномакедонския град Костур, където учи и работи в кожарската индустрия. През 1914 г. емигрира в САЩ, където наред с търговските си дейности се занимава и с литература и музика. След завръщането си се занимава с политика и е избран за член на общинския съвет. Започва да публикува стихове в местната преса. Той също така пише по исторически и фолклорни въпроси, както и къси разкази и пиеси. Важна поетическа творба е „Костурски есета“ (Καστοριανά δοκίμια, 1927), както и разказите за Македонската борба и освобождението на града: „Зората на свотобада“ (Χαραυγή ελευθερία, 1952), „Смъртта и трите гробова на Павлос Мелас“ (Ο θάνατος και οι τρεις τάφοι του Παύλου Μελα, 1954) и „Македонски искри“ (Μακεδονικές σπίθες, 1954). Проучването му за костурския карнавал остава непубликувано.
Умира в 1955 година в Костур.